# Triangulação (psicologia)
Triangulação é um termo na psicologia mais estreitamente associado ao trabalho de Murray Bowen, conhecido como terapia familiar. Bowen teorizou que um sistema emocional composto por duas pessoas é instável, de forma que, sob estresse, transforma-se em um sistema de três pessoas ou triângulo.

## Teoria familiar
No sistema de triangulação familiar, a terceira pessoa pode ser utilizada tanto como substituta da comunicação direta quanto como mensageiro para transmitir a comunicação à parte principal. Geralmente, essa comunicação consiste em uma insatisfação expressa em relação à parte principal. Por exemplo, em uma família disfuncional na qual há alcoolismo, o progenitor que não consome bebidas alcoólicas procurará um filho para expressar sua insatisfação em relação ao progenitor alcoólatra. Isso inclui o filho na discussão sobre como resolver o problema do progenitor alcoólatra. Às vezes, o filho pode se envolver na relação com o progenitor, assumindo o papel da terceira pessoa, e, assim, ser “triangularizado” na relação. Alternativamente, o filho pode então procurar o progenitor alcoólatra, retransmitindo o que lhe foi dito. Em casos em que isso ocorre, o filho pode ser forçado a assumir o papel de “cônjuge substituto”. A razão para isso é que ambas as partes são disfuncionais. Em vez de se comunicarem diretamente entre si, elas recorrem a uma terceira pessoa. Por vezes, isso ocorre porque não é seguro ir diretamente à pessoa e discutir as preocupações, especialmente se ela for alcoólatra e/ou abusiva.
Em uma relação familiar triangular, os dois que se alinham correm o risco de formar um relacionamento emaranhado.

### Triangulação positiva e negativa
A triangulação pode ser um fator construtivo e estabilizador. Contudo, ela também pode ser um fator destrutivo e desestabilizador. A triangulação desestabilizadora, ou “triangulação ruim”, pode polarizar as comunicações e intensificar os conflitos. Compreender a diferença entre a triangulação estabilizadora e a desestabilizadora é útil para evitar situações desestabilizadoras. A triangulação pode ser manifesta, como é mais comumente observada em famílias de alto conflito, ou oculta.
Um estudo longitudinal realizado em 2016 sobre habilidades de relacionamento em adolescentes constatou que os jovens que foram triangulados em conflitos parentais utilizavam com mais frequência técnicas positivas de resolução de conflitos com seus próprios parceiros afetivos, mas também apresentavam maior probabilidade de se envolver em comportamentos verbais abusivos.

### O triângulo perverso
O triângulo perverso foi descrito pela primeira vez em 1977 por Jay Haley como um triângulo em que duas pessoas que estão em diferentes níveis hierárquicos ou geracionais formam uma coalizão contra uma terceira pessoa (por exemplo, “uma aliança oculta entre um progenitor e um filho, que se unem para minar o poder e a autoridade do outro progenitor”). O conceito de triângulo perverso tem sido amplamente discutido na literatura profissional. Bowen chamou-o de triângulo patológico, enquanto Minuchin o chamou de triângulo rígido. Por exemplo, um progenitor e seu filho podem se alinhar contra o outro progenitor sem admitir essa aliança, formando uma coalizão intergeracional. Estes são prejudiciais às crianças.

## Desenvolvimento infantil
No campo da psicologia, as triangulações são etapas necessárias no desenvolvimento infantil. Quando uma relação entre duas partes é aberta por uma terceira, uma nova forma de relacionamento emerge e a criança adquire novas habilidades mentais. O conceito foi introduzido em 1971 pelo psiquiatra suíço Ernst L. Abelin, especialmente como “triangulação precoce”, para descrever as transições na teoria das relações objetais psicanalíticas e na relação entre pais e filhos na idade de 18 meses. Nesta apresentação, a mãe é a cuidadora precoce com uma relação quase "simbiótica" com a criança, e o pai atrai a criança para o mundo exterior, fazendo com que o pai se torne a terceira parte. Posteriormente, Abelin desenvolveu um “modelo de organizador e triangulação”, no qual baseou todo o desenvolvimento mental e psíquico humano em diversas etapas de triangulação.
Alguns trabalhos anteriores relacionados, publicados em um artigo de 1951, foram realizados pelo psicanalista alemão Hans Loewald na área do comportamento e dinâmicas pré-édipicos. Em um artigo de 1978, a psicanalista infantil Selma Kramer escreveu que Loewald postulava o papel do pai como uma força de apoio positiva para a criança pré-édipica, em face da ameaça de reabsorção pela mãe, o que leva a uma identificação precoce com o pai, precedendo o complexo de Édipo clássico. Isso também estava relacionado ao trabalho na Teoria da separação-individuação do desenvolvimento infantil da psicanalista Margaret Mahler.

## Triangulação desestabilizadora
A triangulação desestabilizadora ocorre quando uma pessoa tenta controlar o fluxo, a interpretação e as nuances da comunicação entre dois atores ou grupos de atores distintos, assegurando assim que as comunicações passem por ela e se relacionem constantemente com ela. Exemplos incluem um progenitor tentando controlar a comunicação entre dois filhos ou um parceiro de relacionamento tentando controlar a comunicação entre o outro parceiro e os amigos e familiares deste. Outro exemplo é inserir um terceiro ator entre eles e alguém com quem frequentemente estão em conflito. Em vez de se comunicarem diretamente com o ator com quem estão em conflito, enviam uma mensagem que apoia o caso desse ator por meio de um terceiro, na tentativa de tornar a comunicação mais credível. Além disso, pesquisas mostram que a triangulação pode impactar negativamente as crianças, que podem experimentar aumento da ansiedade e da autocrítica devido ao envolvimento em disputas conjugais entre seus pais.

## Leituras adicionais
- Ernst Abelin (1975): Algumas observações adicionais e comentários sobre o papel mais inicial do pai. Internat. J. Psycho-Anal. 56:293–302
- Ernst Abelin (1980): Triangulação, o papel do pai e as origens da identidade de gênero central durante a subfase de aproximação. In: Rapprochement, ed. R. Lax, S. Bach e J. Burland. Nova York: Jason Aronson, p. 151–169.
- Ernst Abelin (1986): A teoria da triangulação na primeira infância. Da psicologia à psicanálise. In: A imagem do pai na continuidade e na mudança. ed. J. Stork. Stuttgart: Fromann-Holzboog, p. 45–72.
- Pensamentos atuais sobre a triangulação precoce por Ernst Abelin: